# Poslednjaja dvojka
Poslednjaja dvojka (Последняя двойка) è un film del 1978 diretto da Boris Naščёkin.

## Trama
Miša Andreev, una studentessa di prima media molto curiosa, ha perso interesse per lo studio per ragioni sconosciute. Il ragazzo si è anche rassegnato a restare per il secondo anno. Tuttavia, il caso porta Miša con giovani scienziati.